# Agylla cryptosema
Agylla cryptosema är en fjärilsart som beskrevs av George Francis Hampson 1918. Agylla cryptosema ingår i släktet Agylla och familjen björnspinnare. Inga underarter finns listade i Catalogue of Life.